# Alden Global Capital
Alden Global Capital è un hedge fund statunitense con sede a Manhattan, New York. Fondata nel 2007 da Randall D. Smith, alla fine del 2020 aveva partecipazioni in circa duecento giornali americani. La società ha aggiunto altri giornali al suo portafoglio nel maggio 2021 quando ha acquistato Tribune Publishing ed è diventata il secondo più grande editore di giornali negli Stati Uniti, calcolato in base alla diffusione media giormnaliera della stampa, con un patrimonio gestito (AUM) di 1,04& miliardi di dollari.
La società gestisce le sue partecipazioni nel settore dei media attraverso Digital First Media (DFM), acquisita nel 2010 dopo che la società madre di DMG, MediaNews Group, aveva dichiarato fallimento. Con l'acquisizione di Tribune Publishing alla fine di maggio 2021, Alden è il secondo più grande proprietario di giornali negli Stati Uniti, calcolato in base alla diffusione media giornaliera della stampa, secondo solo a Gannett. Alden Global Capital ha la reputazione di tagliare drasticamente i costi riducendo il numero di giornalisti che lavorano sui suoi giornali. Nel marzo 2018, Margaret Sullivan, editorialista del Washington Post, ha definito Alden "uno dei più spietati tagliatori aziendali apparentemente intenzionati a distruggere il giornalismo locale", Vanity Fair lo ha soprannominato la "triste mietitrice dei giornali americani", la redazione del The Denver Post lo ha descritto come "capitalista avvoltoio" dopo molteplici licenziamenti del personale.
I giornali nel portafoglio di Alden includono Chicago Tribune, The Denver Post, St. Paul Pioneer Press, Boston Herald, The Mercury News, East Bay Times, The Orange County Register e Orlando Sentinel

## Storia
L'azienda ha le sue origini in RD Smith & Company, un'azienda fondata da Randall Duncan Smith, inizialmente utilizzando il premio in denaro di 20.000 dollari che lui e sua moglie avevano vinto al gameshow Dream House del 1968-1970. Per un lungo periodo si dedica all'attività immobiliare. Poi nel 2007 Smith crea Alden Global Company dandole un'impronta finanziaria da hedge fund, puntando in particolare sulle aziende editoriali in difficoltà. E diventa noto come pioniere del capitalismo avvoltoio.

## Acquisizioni

### MediaNews Group
Secondo il piano di acquisizione della società, in bancarotta, il debito del Gruppo MediaNews è sceso da circa 930 milioni di dollari a 165 milioni di dollari. I finanziatori senior previsti dall’accordo dovevano scambiare il debito con azioni. MediaNews Group è uscita dalla bancarotta nel marzo 2010 sotto la maggioranza dei suoi finanziatori. I membri del consiglio di amministrazione di MediaNews sono stati sostituiti da nuovi amministratori in rappresentanza del gruppo di azionisti guidato da Alden Global Capital. Diverse posizioni dirigenziali ad interim sono state ricoperte anche da persone legate ad Alden o alla sua società madre, Smith Management LLC.

### Tribune Publishing
Nel febbraio 2021, Tribune Publishing è stata messa in vendita e pochi mesi dopo, in maggio, la cessione ad Alden è stata finalizzata. Il prezzo di acquisto di Alden era di 635 milioni di dollari, ovvero 17,25 dollari per azione.  Tribune Publishing pubblicava nove importanti quotidiani metropolitani, inclusi il Chicago Tribune, il New York Daily News e il Baltimore Sun. L'acquisizione di Tribune Publishing era iniziata molto prima, nel 2019, quando Alden aveva rilevato per 117,9 milioni di dollari la quota ddel 25,2% di  Michael Ferro, il maggiore azionista.

### Tentativo di acquisizione di Gannett
Nel 2019, Alden ha tentato, senza riuscirci, un'acquisizione ostile di Gannett, la rivale principale.

### Tentativo di acquisizione di Lee Enterprises
Alden ha acquistato una partecipazione del 5,9% in Lee Enterprises] nel gennaio 2020. Lee Enterprises possiede 77 quotidiani, tra cui Buffalo News, Omaha World-Herald e Tulsa World, e 350 riviste settimanali e specializzate.
Nel novembre 2021, Alden ha fatto un'offerta di 141 milioni di dollari per l'acquisto dell'intera società. In risposta, il consiglio di amministrazione di Lee Enterprises ha adottato un piano per i diritti degli azionisti, colloquialmente noto come "pillola avvelenata", al fine di scongiurare il tentativo di acquisto. Il piano specifico sui diritti degli azionisti adottato vieta ad Alden di acquistare più del 10% della società e resta in vigore per un anno. La motivazione offerta dal consiglio era: "Coerentemente con i suoi doveri fiduciari, il consiglio di Lee ha intrapreso questa azione per garantire che i nostri azionisti ricevano un trattamento equo, piena trasparenza e protezione in relazione alla proposta non richiesta di Alden di acquisire Lee".
All'inizio di dicembre, il consiglio di amministrazione di Lee ha respinto all'unanimità l'offerta di Alden, affermando che la proposta di Alden "sottovaluta gravemente Lee e non riesce a riconoscere la forza della nostra attività oggi".  Poco dopo, Alden Global, attraverso la sua unità operativa Strategic Investment Opportunities, ha intentato una causa presso il tribunale statale del Delaware contro Lee Enterprises. Nella motivazione Alden afferma che i membri del consiglio di amministrazione di Lee "hanno tutte le ragioni per mantenere lo status quo e le loro posizioni aziendali redditizie" e che sono "concentrati più sul [proprio] potere che su ciò che è meglio per l'azienda".
A metà febbraio 2022, il tribunale del Delaware si è pronunciato a favore di Lee Enterprises. Di fronte a questa battuta d’arresto, Alden ha affermato che passerà alla tattica di presentare una dichiarazione di delega chiedendo agli azionisti della società di votare no ai membri del consiglio Mary Junck e Herbert Moloney durante le elezioni del consiglio di marzo 2022. Anche questo tentativo fallì, poiché gli azionisti riportarono entrambi gli amministratori nel consiglio di amministrazione di Lee.

## Patrimonio immobiliare
Alden Global Capital comprende una divisione immobiliare chiamata Twenty Lake Holdings, che acquista principalmente proprietà immobiliari in eccesso dai giornali.  Nel dicembre 2022, Twenty Lake ha acquisito le restanti 33 stazioni degli autobus di proprietà di Greyhound Lines. Successivamente l'azienda ha iniziato a vendere gli immobili per lo sviluppo immobiliare dopo la chiusura delle stazioni.
Nel 2019, Twenty Lake Holdings ha riferito di aver acquisito circa 180 proprietà in 29 stati. Secondo il Washington Post la strategia (che definisce "mercenaria") è chiara: Alden Global Company "compra giornali, licenzia i dipendenti, vende gli edifici".